# Neoselenia
Neoselenia là một chi bướm đêm thuộc họ Geometridae.